# Celebochoerus
Celebochoerus — вимерлий рід гігантських парнокопитних, що жив у пліоцені та плейстоцені на Сулавесі, Індонезія (Celebochoerus heekereni), і в середньому плейстоцені Лусона, на Філіппінах (Celebochoerus cagayanensis).
Вважається, що він не є тісно пов'язаним з Байбірусою, і, здається, він досить відмінний від будь-якого іншого відомого свиневого.
Було припущено, що його вимирання пов'язане з географічним розширенням ареалів аноа, бабіруса та Sus celebensis